# Assassinat múltiple a Nova Escòcia el 2020
L'assassinat múltiple a Nova Escòcia el 2020 va ser una massacre per trets d'arma de foc i incendis provocats que va tenir lloc els dies 18 i 19 d'abril de 2020 a la província canadenca de Nova Escòcia. L'assassinat el va perpetrar Gabriel Wortman, de 51 anys, que va causar la mort de 23 persones, inclosa una oficial de la policia muntada del Canadà, abans de ser abatut. Va ser la massacre més significativa que havia tingut lloc al Canadà en 30 anys.
L'endemà de l'atemptat, les autoritats van anunciar que els serveis antiterroristes no havien estat implicats en aquesta investigació.

## Cronologia dels esdeveniments
Els esdeveniments van començar la nit del dissabte 18 d'abril del 2020, quan la policia va respondre a diverses trucades d'emergència dels residents de Portapique, un petit poble situat a uns 130 km al nord de Halifax. Quan va arribar-hi, la policia va trobar diverses víctimes dins i fora d'una casa, però el tirador ja no hi era. Durant la nit es van haver de realitzar investigacions en diverses escenes del crim (quinze morts en total, molts dels quals havien estat cremats per l'autor) perpetrades a les localitats de Portapique, Truro, Milford i Enfield.
Al voltant de les 8 del matí del diumenge, la policia va anunciar a Twitter que un tirador actiu corria sol. La Policia muntada del Canadà va demanar als residents de l'indret que es tanquessin a casa seva, mentre que una part va poder ser evacuada. Aleshores, es va produir un incendi provocat en tres edificis i dos cotxes.
A les 8:54 am, Wortman va ser identificat com l'autor dels crims i es va llançar una ordre de captura. Aproximadament dues hores més tard, es va informar al públic que el tirador s'havia disfressat possiblement de policia muntada i que viatjava en un vehicle que s'assemblava a un cotxe d'aquesta força policial. Una hora després, es va informar que havia canviat de vehicle i que estava viatjant en un Chevrolet Tracker de color platejat en direcció a la ruta 102 direcció Enfield.
Gairebé dotze hores després dels primers informes, cap al migdia, Wortman va ser abatut a trets davant d'una benzinera d'Enfield, a uns 92 km al sud de Portapique i a uns 40 km al nord d'Halifa.

## Reaccions
Les autoritats van dir després de l'atac que els serveis antiterroristes no estaven implicats en la investigació. El perfil de l'assassí sembla el d'una persona fràgil, sense antecedents penals i fascinada durant molt de temps per la policia canadenca (RCMP), el que l'hauria portat a col·leccionar uniformes i diversos cotxes de servei. A més, la investigació de la policia canadenca va indicar que l'assassí, un protesista dental benestant, propietari de dues cases i una clínica a Dartmouth, coneixia algunes de les seves víctimes.Tant el primer ministre de Nova Escòcia, Stephen McNeil, com el primer ministre del Canadà, Justin Trudeau, van donar les seves condolències als familiars de les víctimes.